# Pultenaea

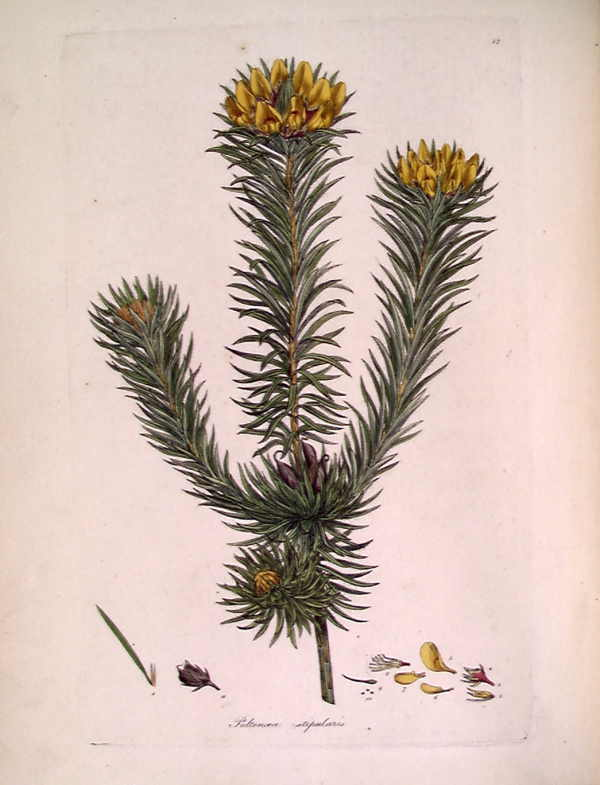
Pultenaea stipularis per James Sowerby, 1794.

Pultenaea és un gènere de plantes amb flors dins la família de les fabàcies. Són plantes natives d'Austràlia. En anglès el seu nom comú és bush peas (pèsols arbustius).

## Algunes espècies
- Pultenaea daphnoides Wendl. - large-leaf bush-pea
- Pultenaea densifolia F.Muell. - dense-leaf bush-pea
- Pultenaea flexilis Sm. - graceful bush-pea
- Pultenaea gunnii Benth. - golden bush-pea
- Pultenaea juniperina Labill. - prickly bush-pea
- Pultenaea muelleri Benth. - Mueller's bush-pea
- Pultenaea pauciflora M.B. Scott - Narrogin pea
- Pultenaea pedunculata Hook. - matted bush-pea
- Pultenaea rosmarinifolia Lindl. - rosemary-leaved pultenaea, rosemary bush-pea[1]
- Pultenaea scabra R.Br. - rough bush-pea
- Pultenaea tenuifolia R.Br. ex Sims - slender bush-pea